# Бјеф ди Фурж
Бјеф ди Фурж (фр. Bief-du-Fourg) насеље је и општина у источној Француској у региону Франш-Конте, у департману Јура која припада префектури Лон ле Соније.
По подацима из 2011. године у општини је живело 168 становника, а густина насељености је износила 16,47 становника/km². Општина се простире на површини од 10,2 km². Налази се на средњој надморској висини од 860 метара (максималној 883 m, а минималној 840 m).

## Демографија
| 1962. | 1968. | 1975. | 1982. | 1990. | 1999. | 2011. |
| ----- | ----- | ----- | ----- | ----- | ----- | ----- |
| 139   | 150   | 125   | 136   | 122   | 131   | 168   |

График промене броја становника у току последњих година